# Anaptomecus
Anaptomecus là một chi nhện trong họ Sparassidae.